# Зенит-18

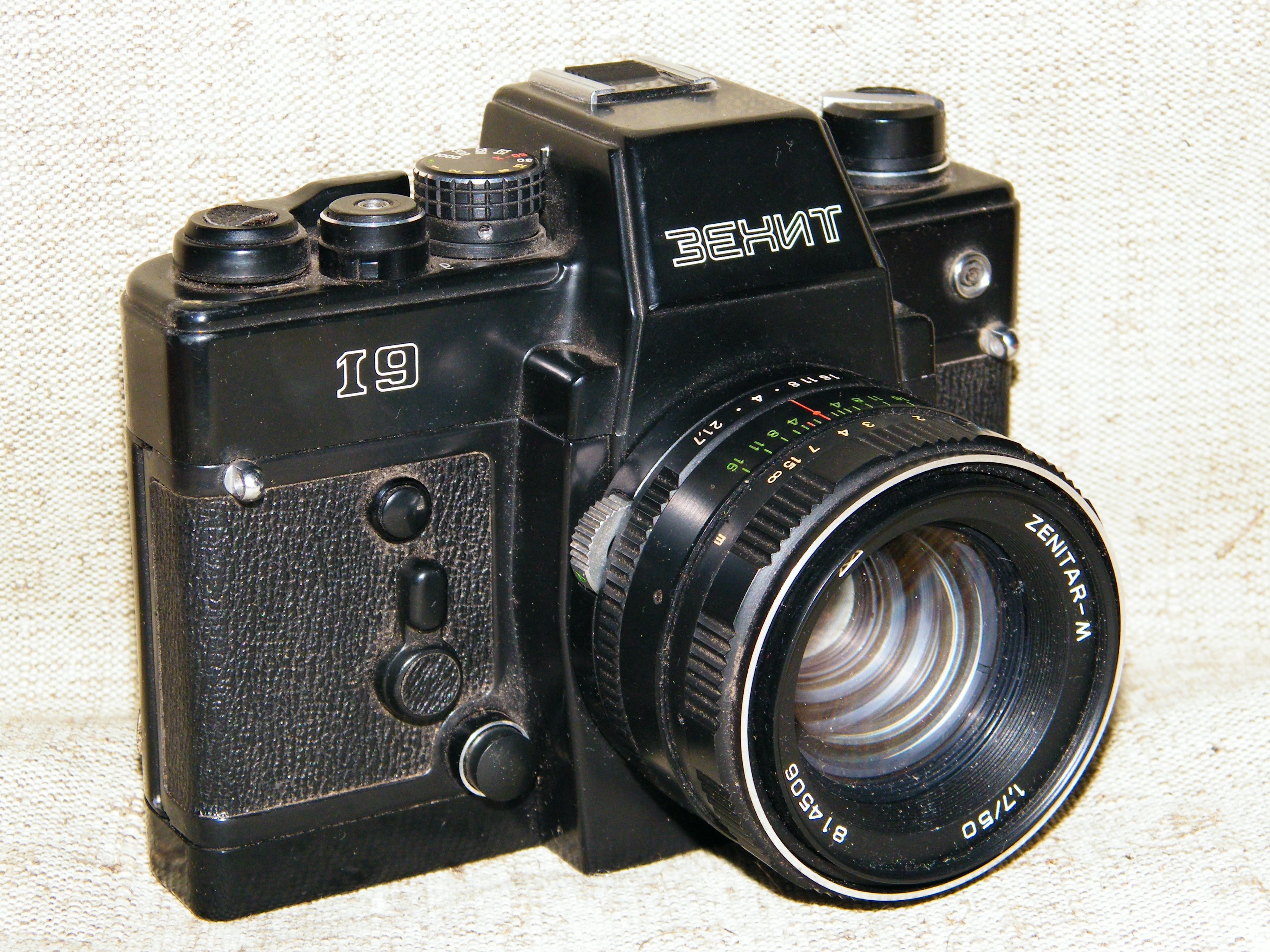
Фотоаппарат «Зенит-19» с объективом «Зенитар-М»

Зени́т-18 — малоформатный однообъективный зеркальный фотоаппарат с заобъективным светоизмерением, выпускавшийся на КМЗ с 1980 по 1986 год. Первый «Зенит» с автоматическим управлением экспозицией в режиме приоритета диафрагмы, выпускавшийся серийно.

## Технические особенности
Первая версия фотоаппарата «Зенит-18» разрабатывалась в корпусе камеры «Зенит-16» («Зенит-15ВС») с таким же затвором и вертикальным ходом матерчатых шторок. Однако, создание собственного ламельного затвора привело к полному изменению конструкции камеры, запущенной в серийное производство в корпусе «Зенит-19». Этот прототип известен под названием «Зенит-Электро». Также был разработан аналогичный «Зенит-21» с байонетом «К» вместо резьбы, но серийно он не выпускался.
Главная особенность «Зенит-18» продиктована необходимостью измерения экспозиции на открытой диафрагме при автоматической отработке выдержки. Для этого предустановленное значение прыгающей диафрагмы должно передаваться из сменных объективов в TTL-экспонометр. Поэтому впервые в СССР реализовано электрическое сопряжение камеры и объектива с помощью двух пар контактов. Штатный объектив «Зенитар МЕ-1» (или «МС Зенитар МЕ-1») оснащён двумя подпружиненными контактами в задней части оправы, которые при заворачивании в резьбовое гнездо камеры совмещаются с закруглёнными контактными площадками. Из-за особенностей конструкции датчика, диафрагма состоит всего из двух Г-образных лепестков и при закрывании даёт квадратное отверстие.
Видимая в поле зрения видоискателя стрелка гальванометра отображает на шкале выдержку, измеренную экспонометром при поджатии спусковой кнопки. Репетир диафрагмы в камере отсутствует, и контроль глубины резкости возможен только переключением режимов прыгающей диафрагмы на оправе объектива. Камера стала также одной из первых в СССР, оснащённых новейшим ламельным затвором «ФЗЛ», разработанным на КМЗ. Благодаря электромеханическому управлению, затвор позволяет бесступенчато регулировать выдержку в автоматическом режиме. Выдержка синхронизации затвора составляла 1/60 секунды, но при отсутствии электропитания оставалась доступной только кратчайшая выдержка 1/1000. В поздних выпусках фотоаппарата устанавливали доработанный затвор с выдержкой синхронизации 1/125 секунды.
Автоматический режим включается головкой выдержек, которую для каждого переключения нужно приподнимать перед поворотом. Система сопряжения объективов оказалась неудачной, поскольку аналоговый сигнал слишком сильно зависел от состояния контактов. Их расположение и количество не совпадало с аналогичной системой Praktica и объективы были несовместимы. Выпуск сменной оптики с электрическими контактами стандарта КМЗ так и не был налажен, и это стало одной из причин низкого спроса на фотоаппарат. Однако, главной причиной прекращения выпуска стала слишком высокая цена 595 рублей при недостаточной надёжности. Всего выпущен 7001 экземпляр камеры. Место «Зенита-18» на конвейере заняло более перспективное семейство «Зенит-Автомат».

## Характеристики
- Тип применяемого фотоматериала — 35-мм перфорированная фотокиноплёнка шириной 35 мм (фотоплёнка типа 135) в кассетах. Размер кадра — 24×36 мм.
- Корпус — металлический, с открывающейся задней стенкой, скрытый замок.
- Курковый взвод затвора и перемотки плёнки. Курок имеет транспортное и рабочее положения. Обратная перемотка рулеточного типа. Счётчик кадров автоматический самосбрасывающийся при открывании задней стенки.
- Ламельный затвор с электромеханическим управлением и вертикальным движением металлических шторок. Выдержки затвора — от 1 до 1/1000 с, «В» и «Д». Выдержка синхронизации с электронной фотовспышкой — 1/125 с (фотоаппараты ранних выпусков — 1/60 с).
- Горячий башмак и дополнительный PC-разъём.
- Штатный объектив (с «прыгающей» диафрагмой) — «Зенитар МЕ-1» 1,7/50 или МС «Зенитар МЕ-1» 1,7/50 (с многослойным просветлением). Электрическая передача значений диафрагмы в экспонометрическое устройство аппарата. Диафрагма ирисовая двухлепестковая (квадратное отверстие диафрагмы)[8].
- Репетир диафрагмы отсутствует. Блокировка спусковой кнопки от случайного нажатия. Последнее предотвращает разряд батарей экспонометром, включающимся при поджатии кнопки.
- Тип крепления объектива — резьбовое соединение M42×1/45,5.
- Фокусировочный экран — линза Френеля с матовым кольцом и микрорастром, клинья Додена. Поле зрения видоискателя 22,8×34,2 мм. Окулярная шторка.
- TTL-экспонометр (заобъективная экспонометрия) с сернисто-кадмиевым (CdS) фоторезистором. Автоматическая установка выдержки на открытой диафрагме. Стрелочная индикация о приблизительно отрабатываемой выдержке в поле зрения видоискателя. При применении сменных объективов без электрической передачи значений диафрагмы светоизмерение производится на реально установленной диафрагме (на рабочем значении). Стрелочная индикация о приблизительно отрабатываемой выдержке в поле зрения видоискателя.
  - Включание автоматического режима производится головкой установки выдержек, возможна установка выдержек вручную (при наличии источника питания).
- Диапазон светочувствительности фотоплёнки 16 — 1000 ед. ГОСТ.
- Экспокоррекция возможна изменением значения светочувствительности фотоплёнки.
- Источник питания автоматической экспонометрии и затвора — четыре дисковых никель-кадмиевых аккумулятора Д-0,06[* 1] или четыре ртутно-цинковых элемента РЦ-53[* 2] (современный аналог РХ-625[* 3]). Светодиодный контроль годности источника питания.
- Механический автоспуск.
- Аппарат комплектовался наглазником с возможностью установки диоптрийных линз (для коррекции зрения фотографа).
- Штативное гнездо с резьбой 1/4 дюйма.

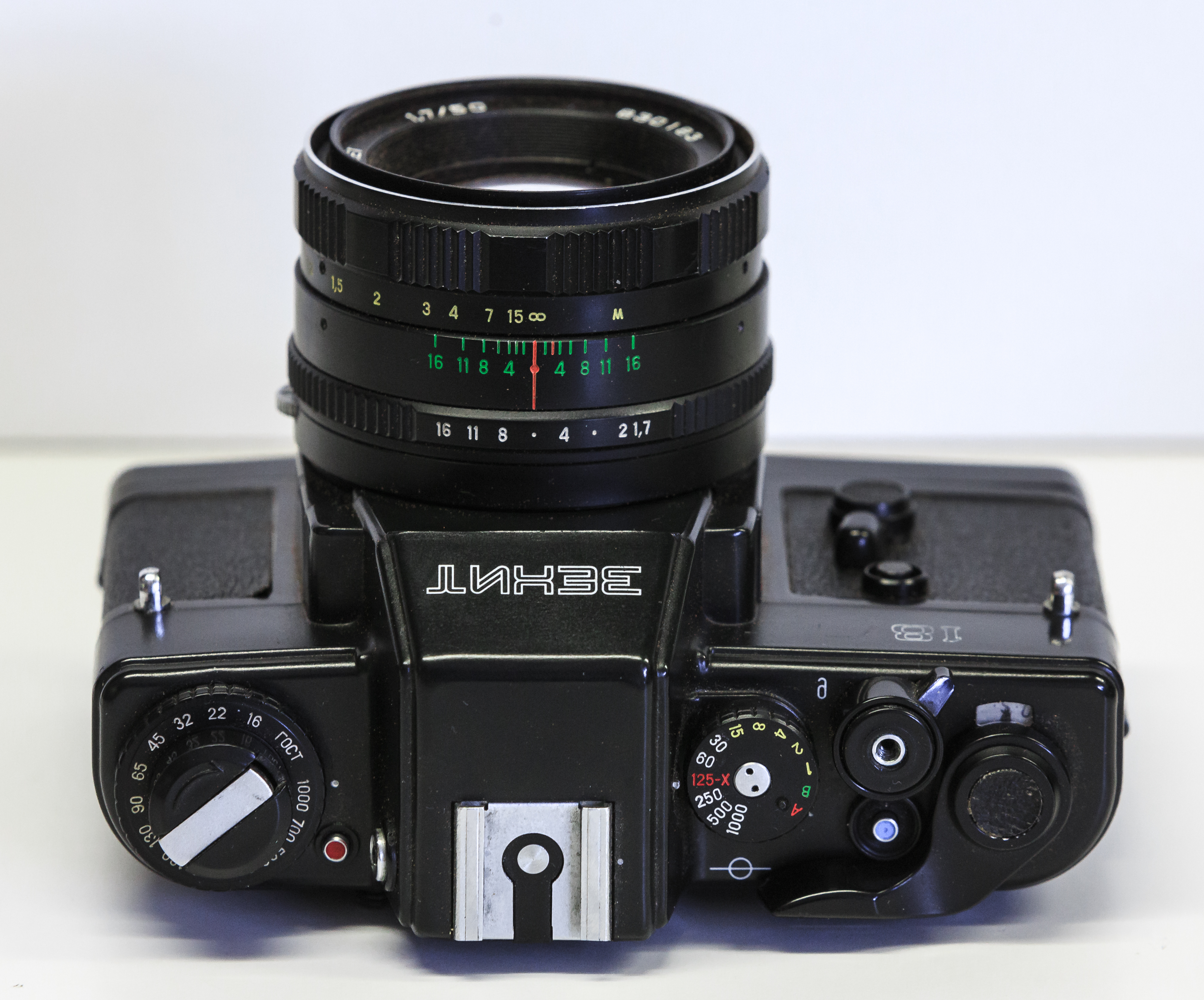
Верхняя панель
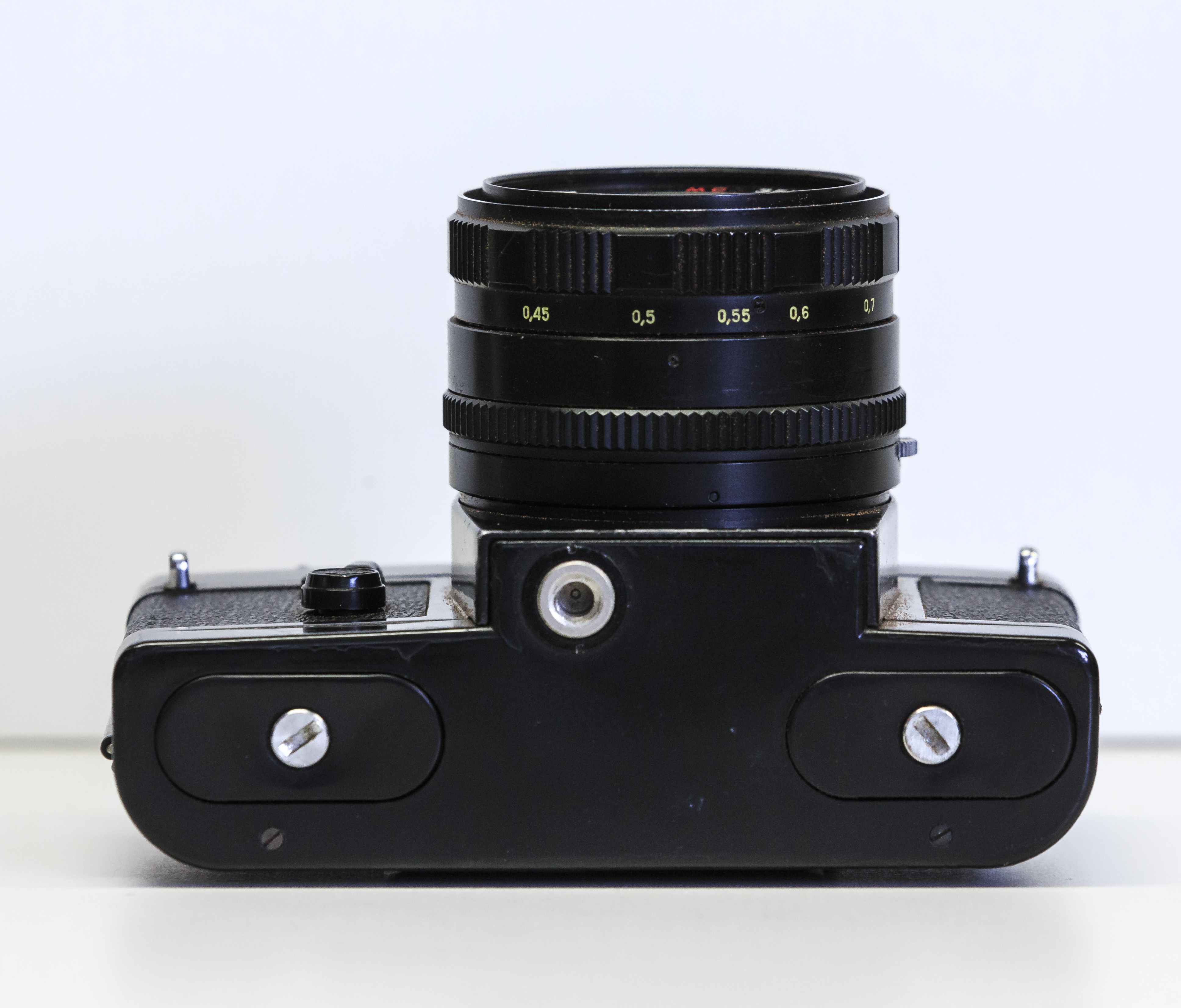
Нижняя панель с батарейными отсеками
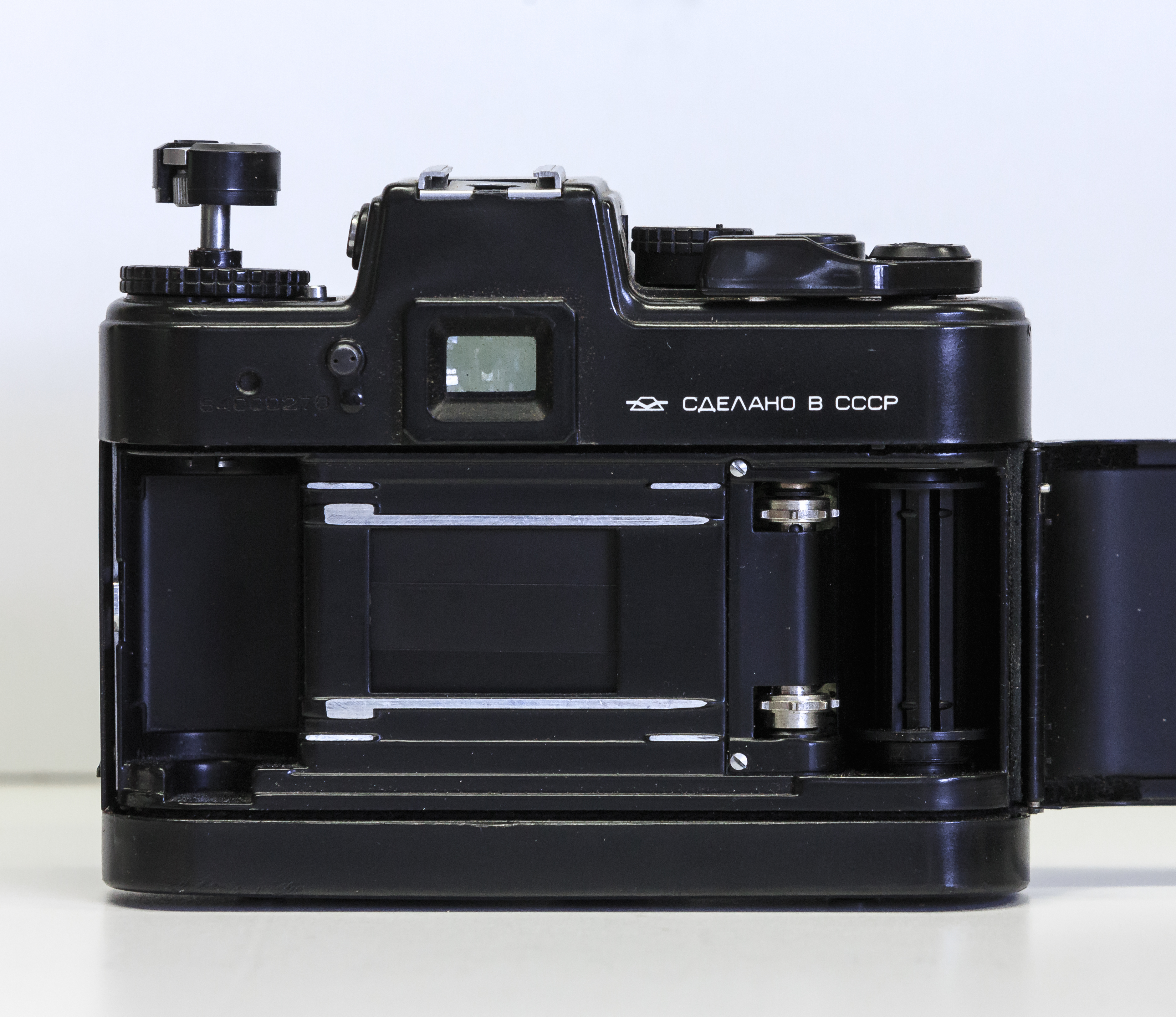
Задняя стенка открыта